# Majki műemlékegyüttes
A majki műemlékegyüttes Oroszlány külterületén (Majkpuszta) található, valaha kamalduli szerzetesek éltek falai között, különálló kis cellaházakban. A barátlakokon kívül a komplexum része a templomból megmaradt, ma csonkán álló harangtorony, illetve a főépület is, amelynek falai között – miután II. József rendelete nyomán a rendet megszüntették – az Esterházyak alakították ki vadászkastélyukat.

## A név eredete

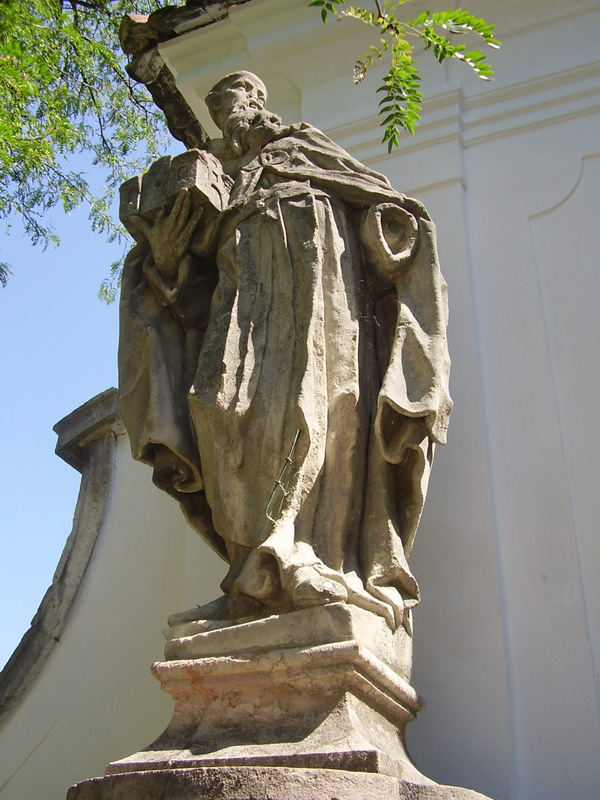
Szent Romuald homokkő szobra

Bél Mátyás nézete az, hogy az elnevezés illír eredetű, szerinte Isten anyját ők Majkának nevezték, az idők folyamán aztán szó végi magánhangzókopással ebből alakulhatott ki a Majk elnevezés. Kiss Lajos Földrajzi nevek etimológiai szótára c. munkájában Majk nevét a szláv Moyk, illetve Mojkó, Mojek személynevekből eredezteti. Megint mások pedig a Miklós név középkori alakjából: Moyk, Myk próbálták megtalálni az elnevezés eredetét.

## A majki prépostság
A településen a középkorban a premontrei rend prépostsága állt, amelyet 1235-ben alapított a területen birtokos Csák nemzetség Szűz Mária tiszteletére. Kezdetei a régészeti feltárások szerint a 13. század elejéig nyúlnak vissza. Háromhajós, félköríves szentélyű templomához két nyugati torony kapcsolódott, amiről ugyancsak régészeti adataink vannak.
A templom kelet–nyugati tájolású volt, háromhajós, kb. 43 m hosszú és 22 m széles, déli oldalához a kolostor csatlakozott: az épületek így teljes négyszöget alkottak, és erődítés benyomását keltették.
A turóci prépostság 1282-ben kelt alapítólevele említést tesz „a Boldogságos Szűz majki prépostságáról”, és úgy említi mint gazdag és virágzó prépostságot. Jelentőségét bizonyítja, hogy hiteleshely volt, ez bizonyítható Zyghwy Joachim fia Iwánka comes végrendeletéből, amely Oroszlánkő várában kelt, és a majki prépostság pecsétjével hitelesítették, amely a kis Jézust ölében tartó Szűz Máriát ábrázolja, körülötte felirat: „Sigillum Capituli de Maik”.
A virágzó szerzetesi életet a magyarországi tatárjárás zavarta meg: a barátok elmenekültek, a kolostor teljesen elnéptelenedett. Ezután azonban egy újabb virágzó időszak következett, ugyanis IV. Béla támogatta a premontrei rend majki működését, mivel igyekezett a Csákok kedvében járni. Ennek nyomán nemsokára a majki prépostság ismét megfelelően el tudta látni feladatkörét, és tennivalója akadt is bőven.
Királyaink is szívesen időztek a Vértesben (a tatai, a gesztesi, illetve a gerencséri várakban), és ilyenkor az ország ügyeit Majkon intézték: rendeleteiket a premontreiekkel íratták le, és velük hitelesíttették. Tudomásunk van arról, hogy 1388. október 25-től november 4-ig Zsigmond király és felesége, Mária királyné a Vértesben tartózkodott, és a Majkon kelt oklevelek tanúsága szerint a premontreiekhez is ellátogattak. A huszita háborúk (1400–1452) idején, majd a török térhódításának kezdetén Majk jelentősége háttérbe szorult. Önállóságát elvesztve, 1516-ban Csornához, majd később Esztergomhoz csatolták. A prépostságot végül a török hódítás szüntette meg. Majk véres harcok színhelye lehetett, legalábbis erre enged következtetni az a nagy számú magyar és török fegyver, illetve emberi maradvány, amelyet a 19. század elején találtak, amikor a kastély zöldségeskertjét kialakították.

## Majk a török korban
A török megszállás idején a prépostság lakói elmenekültek, a török hódoltság idején Majk a tatai uradalom része. 1632-ben II. Ferdinánd nebojszai Balogh Istvánnak, Tata várkapitányának adta zálogbirtokként az uradalmat. 1643-ban gróf Zichy Ferenc, majd 1646-ban gróf Csáky László volt a tulajdonos. A birtokosok gyakran cserélődtek a török kiűzésének időszakában, amíg 1727-ben fraknói gróf Esterházy József, Oroszlánkő földesura meg nem vásárolta az uradalmat az osztrák Krapf Gáspártól.

## A kamalduliak
A rendet Romuald herceg, a lombardiai hercegi család sarja (később Szent Romuald) alapította 1009-ben Itáliában, egy Malduli nevű gazda által felajánlott vadregényes birtokon mint Campo Malduli nevű remeteséget. A rend tagjai a lelki tökéletességre törekedtek, ennek elérése érdekében magányosan, elmélyülten éltek. „fehér barátoknak” is nevezték őket, ruhaviseletük miatt. Fehér csuhájukat elöl-hátul kötény egészítette ki, ezt derekukon jellegzetes barátzsinór fogta össze. Lábukon leginkább sarut, ritkábban csizmát hordtak. Fejük tetejét borotválták (pilises fej), tarkójuknál félkörívben rövidre nyírt hajat és hosszú szakállt viseltek. Egymással nem kommunikálhattak, és nem érintkezhettek a külvilággal sem. A némasági fogadalom alól csak a december 28. és január 2. közötti napok voltak kivételek: ekkor a refektóriumban gyűltek össze, máskor azonban cellaházuk telkét is csak engedéllyel volt szabad elhagyniuk.

## A kamalduliak Majkon

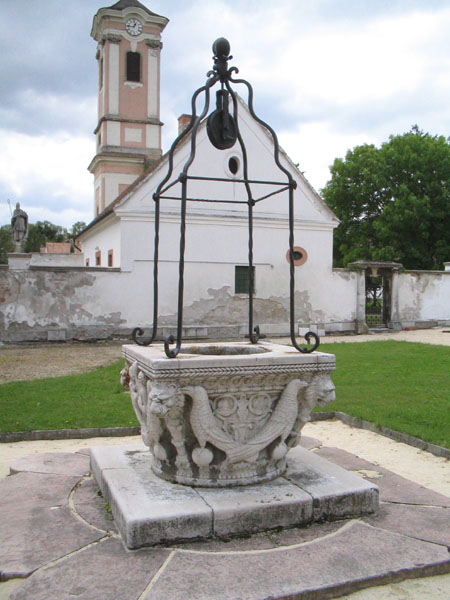
A díszkút

A kamalduli barátokat az új birtokos telepítette Majkra 1733-ban. A rendnek adományozta az 1200 holdas pusztát, a tavakkal, és a rajtuk működő malmokkal együtt, ráadásul még az új kolostor felépítéséhez szükséges anyagokat és munkaerőt is biztosította. A kamalduliak anyakolostoruk mintájára alakították ki a majkit is. A kolostor két részre tagolódik: az U alakú főépület (foresteria), ahol a közös helyiségek voltak: refektórium, könyvtár, gyógyszertár, betegszobák, gazdasági helyiségek, vendégszobák. De itt kaptak helyet a prior szobái, és a nem magányban élő testvérek lakóhelyiségei is.
A másik nagy rész az úgynevezett clausura, ahol a remeték cellái állnak. A rend regulája szerint az egész kolostort, és az egyes cellákat is magas kőkerítés övezi. Minden cellában külön kápolna, lakó- és hálóhelyiség, kamra és pince állt a remeték rendelkezésére, amelyben főként elmélkedéssel, a Szentírás olvasásával, imával, írással töltötték napjaikat, de megművelték a cellaházukhoz tartozó kis földjüket is, és kegytárgyakat is készítettek.
A rendház építése kb. harminc éven át tartott, és az eredeti tervek nem valósultak meg: az elképzelt 20 cellaházból – támogatók hiányában – 17 készült el, bár ezek sem voltak mindig elfoglalva: 1770-ben és a kolostor megszüntetésének évében (1782) is csak 15 remete lakott bennük. Az egyes épületeknek külön alapítványokat hoztak létre, amelyek a létesítés költségét, és a benne lakó remete eltartásával kapcsolatos kiadásokat fedezték. Egy-egy ilyen alapítvány összegét 2000 forintban állapították meg, a felajánlásért köszönetképpen a cellák homlokzatát az adományozó család címerével díszítették.
A templom 1753–1770 között épült fel Franz Anton Pilgram tervei szerint, akinek 1761-ben bekövetkezett halála után az Esterházyak építőmestere, Fellner Jakab vette át a munkálatokat. A kolostortemplom mennyezeti freskóját Franz Anton Maulbertsch készítette, de mesteremberek sora dolgozott a templom belső arculatának kialakításán: pozsonyi szobrászok, bécsi mesteremberek, helyi kézművesek.
A frissen elkészült kamalduli kolostor azonban nem volt hosszú életű. A gondok már az 1771-ben kelt komáromi egyházlátogatási jegyzőkönyvből kitűnnek. Feljegyezték ugyanis, hogy a remeték elhanyagolják szentmisemondási és hitoktatási kötelezettségeiket, pedig két kápolna is rendelkezésükre áll. A fő baj azonban a felekezeti különbségekben gyökerezett: a közeli Oroszlány szlovák telepes lakossága evangélikus vallású volt, és rossz szemmel nézte a rend működését a közeli erdőségekben. Legendák kaptak szárnyra a barátok erkölcstelen életmódjáról, a rend szabályainak megszegéséről is. Tény, hogy a fegyelem erősen megbomlott, egyes szerzetesek még pereskedtek egymás ellen is, és továbbra sem tettek eleget kötelezettségeiknek. Talán ezért, amikor II. József 1782-ben kimondta – többek között – a kamalduli rend feloszlatását, a majki kamalduli remeteség megmentése érdekében a római katolikus egyház sem emelt szót.
1784-ben a kolostor már elhagyatott volt: az épületeket, berendezési tárgyakat leltárba vették, majd árverésen értékesítették. Az ingóságokat és kegytárgyakat a környező települések szerezték meg, például a főoltár, a szószék, illetve négy karzattartó oszlop az oroszlányi evangélikus templomba került. A Szt. Romuáld rendalapító életét ábrázoló fa stallumok ma is láthatóak a komáromi Ráctemplomban. A majki templomot 1811-ben villámcsapás érte, ennek következtében – a tornyát kivéve – teljesen romos állapotba került.

## A posztómanufaktúra időszaka
Az elhagyatott kolostor és a hozzátartozó birtok a királyi kamara tulajdona lett, 1802-ben Mauthner és Kadisch pesti zsidó kereskedőknek adták bérbe, akik a foresteriában posztó- és szűrgyártó manufaktúrát rendeztek be, amely szépen jövedelmezett. Munka is akadt bőven: a napóleoni háborúk idején különösen nagy volt a kereslet a különböző szövetekre, vásznakra.
A manufaktúra 1815-ben 150 munkást foglalkoztatott, évente 3000 mázsa gyapjút dolgoztak fel. A remetelakokba a Nyugat-Felföldről és Morvaországból behívott szövő- és fonómesterek költöztek be családjukkal. 1824-ben Liechtenstein herceg vette meg az uradalmat, de csak 1828-ig volt a birtokában, ekkor csere útján visszakerült az Esterházy családhoz, János fia Miklós visszaszerezte Majkot a családnak. A manufaktúra ezalatt folyamatosan működött, 1837-ben bérlőt cserélt: Oesterreicher Dávid működtette a továbbiakban. Megszűnése a szabadságharc idejére tehető, ekkor ugyanis a császári hadsereg sajátította ki az épületeket. A manufaktúrát működése alatt mindig kerülgették a betyárok, működése is csak úgy volt lehetséges, ha a bérlő rendszeresen fizetett nekik. 1836. december 22-én például itt fogták el Sobri Jóska alvezérét, Milfay Ferkót, aki valószínűleg a „védelmi pénzt” jött behajtani a posztógyárostól.

## Az Esterházy család Majkon

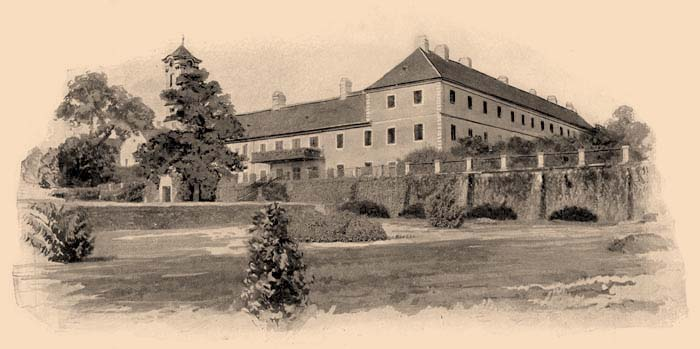
A majki kastély az 1800-as évek végén

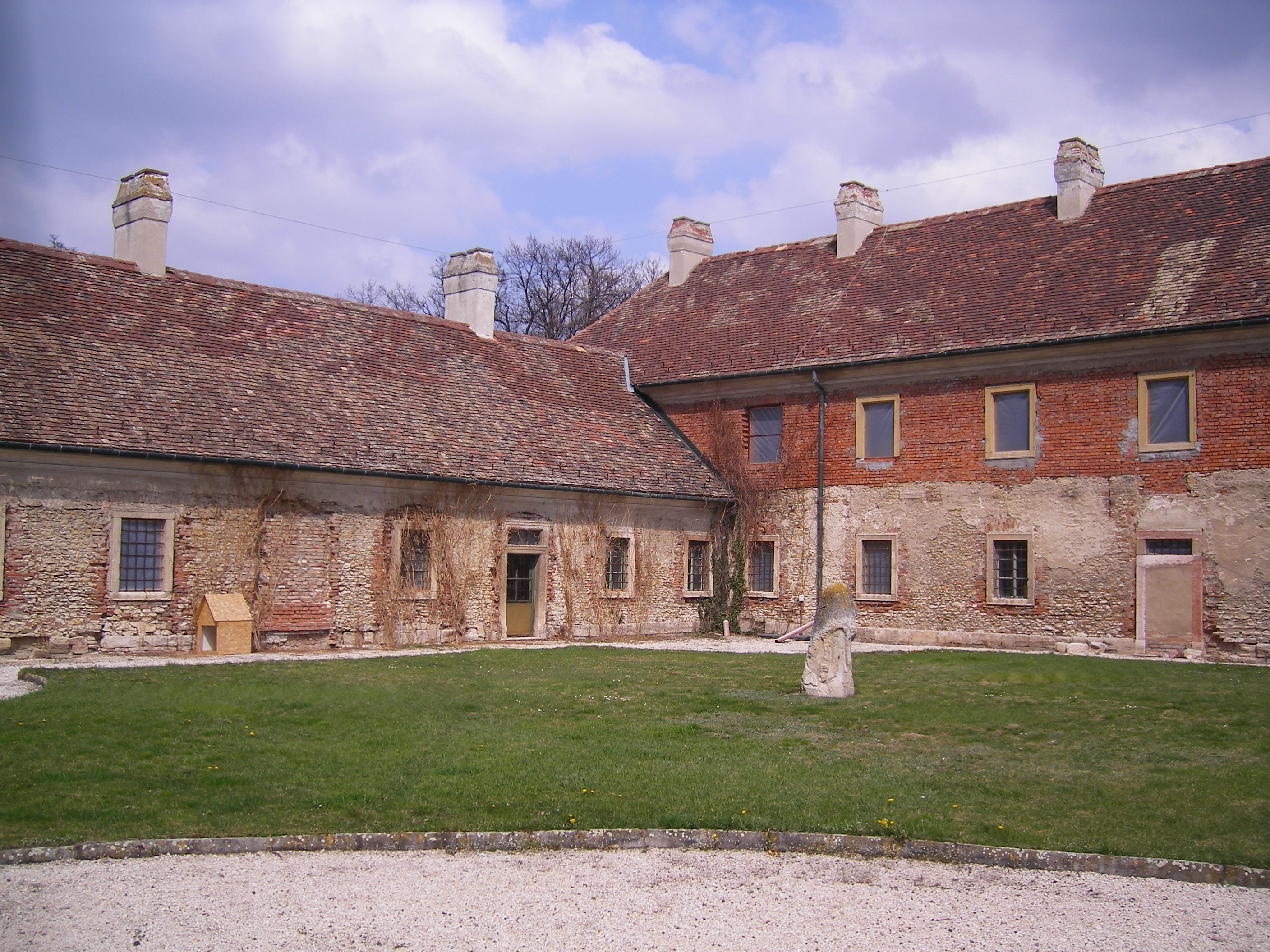
A konvent épülete

Az új tulajdonos házasodó fia részére minden kényelemmel ellátott otthont rendezett be Majkon. A foresteriát átalakíttatta minden igényt kielégítő kastéllyá, a munkálatokhoz felhasználva a premontrei kolostor még meglévő köveit. A tavakat kitisztították, a kastély alatti tó vizén cölöpökre épült fürdőház szolgálta a strandolást, amely egészen az első világháborúig használatban volt. A remetelakokba a belső cselédség költözött, a majorsági épületekben kovácsok, lovászok, iparosok rendezkedtek be. A kastély körül – a kor divatjának megfelelően – ritka és értékes fakülönlegességeket ültettek, illetve különböző dísztárgyakat helyeztek el, kialakítva ezzel egy elegáns angolkertet. A kastély belső udvarán egy reneszánsz stílusú, négyszögletes kávájú kutat építettek el, amely még ma is látható. Oldallapjait az Esterházy család címerét tartó angyalok, griffek, rózsák díszítik. A kút 1980-as években történő feltárása során föld alatti folyosórendszer bejáratára bukkantak, amelynek ágai összeköttetésben állnak a cellaházakkal is, kijáratát pedig a kolostoron kívül találták meg. Rendeltetése és eredete egyelőre tisztázatlan, a beomlások miatt feltárása még nem sikerült.
A közbiztonság is megszilárdult, az erdőkben erdészek, a faluban az uradalom hajdúja és egy tizedes vigyázta a rendet. A rendházból kialakított kastély az Esterházy család téli lakhelye lett – nyáron csákvári kastélyukban laktak – egészen a második világháború végéig.
1945-ben az előrenyomuló szovjet hadsereg elfoglalta Oroszlányt. Felbiztatták az amúgy is sértett lakosságot, és háromnapi szabad rablást engedélyeztek, maguk pedig ládákban, szekrényekben hordták el a berendezés mozdítható részét. A harcok közepette az épületek súlyos károkat szenvedtek: ekkor égett le a kastély emeleti részének egyik oldala is. A sérülések ellenére az épületek viszonylag jó állapotban vészelték át a háború megpróbáltatásait Nyevszkij alezredesnek köszönhetően, aki felismerve a kolostor történelmi értékét, csak a környező erdőket lövette.

## A háború után

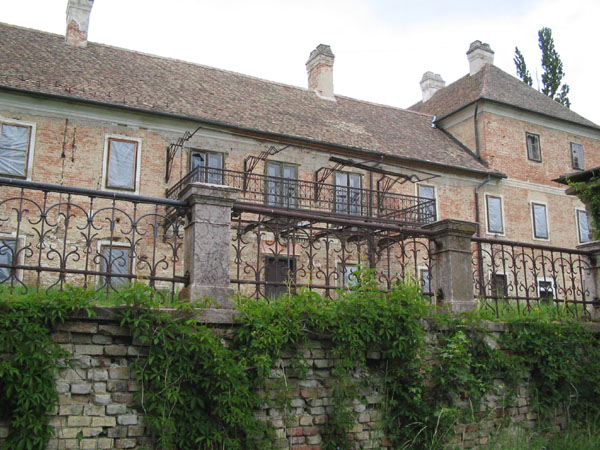
A kastély

Az Esterházy család egy cellalakásban talált menedéket. Egyik fiuk a háború, másik a háború utáni paralízisjárvány áldozata lett, a családfő, Esterházy Móric gróf, és egyetlen lánya, Mónika Bécsbe távozott. A grófné és testvére azonban maradt: Esterházy Móricné, született gróf Károlyi Margit (Esterházy Péter író nagyanyja) és Emma nővére egészen 1973-ig lakták a cellaépületet, kétkezi munkájukkal keresve meg a megélhetésükhöz szükséges pénzt.
A háború után a kastély tábori kórházként, munkásszállóként, lakóépületként funkcionált. 1946-tól a Magyar Írónők Köre bérelte; alkotóházként használták, és a bérleti díj fejében helyreállíttatták a kastély jobb szárnyának tetőzetét.
Az 1950-es években üresen állt az épület, nyaranta úttörők táboroztak az évszázados falak között. 1962-ben az Országos Műemléki Felügyelőség hozzákezdett a rekonstrukcióhoz, többek között ekkortájt restaurálták a refektórium freskóit is, Haraszti Margit, restaurátor vezetésével. Néhány cellaházban kiállítás kapott helyet, a többit üdülővé alakították át.

## Majk napjainkban

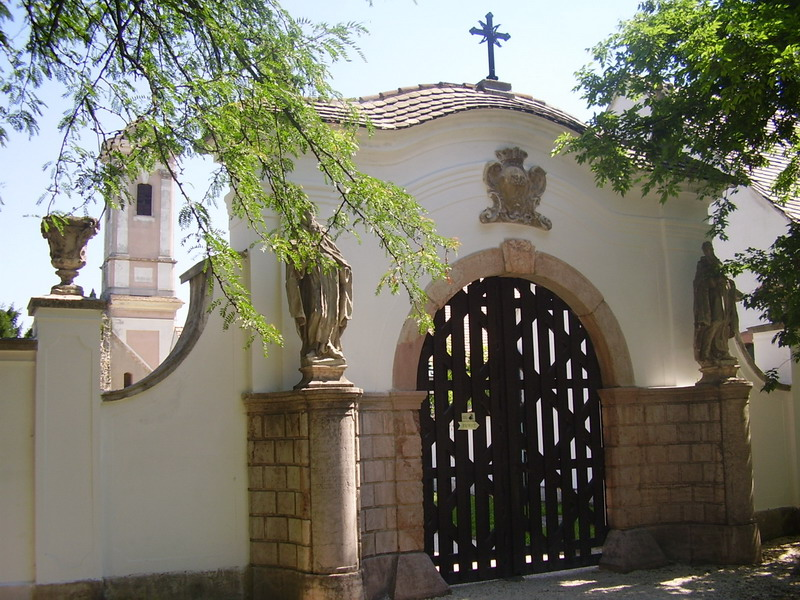
Majki hangulat

2001 óta a Műemlékek Állami Gondnoksága felügyeli az épületegyüttest, ám a kastély teljes rekonstrukciója még várat magára. A 90-es években a cellaházakat felújították, ám ma már ismét rájuk férne egy teljes körű felújítás. A kilátóhelyként funkcionáló templomtoronyból Esterházy Pál Harmonia caelestis című művének dallamai csendülnek fel bizonyos időközönként harangjáték formájában. A műemlékegyüttes a 8119-es úton közelíthető meg. Csákvár, illetve Oroszlány központja irányából.
A majkihoz hasonló kamalduli remeteség Csehországban, Olaszországban és Lengyelországban maradt fent, utóbbi falai között még ma is remeték élnek – az ő mindennapjaikat bemutató fotókiállítás nyílt nemrég Majkon.
2006 júliusában művészfilmet forgattak a rossz állapotú kastély falai között, amelynek helyszíne egy második világháború utáni lepusztult kolostor – ehhez sajnos a helyszín teljesen megfelelő volt.
Látogatható április 1. és október 31. között, 10–18 óra között, minden egész órában idegenvezetéssel.
Lehetőség van kipróbálni a remeték életét, hiszen újból lakhatók a cellaházak, a mai kornak megfelelő komfortfokozattal.

## A kolostor története
Az Árpád-korban a Vértes vidéke a Csákok hatalmi övezetéhez tartozott. Várak egész sora épült (Csákvár, Gesztes, Vitány). 1281-ben említik Majkon a premontreiek kolostorát. Buda török kézre kerülése (1541) után a török veszély miatt a szerzetesek elmenekültek, a kolostor épületei romba dőltek.
A 17. században többször változtak a terület birtokosai. 1927-ben vétel útján került az 1200 hold területű uradalom a gróf Eszterházyak kezébe. Az elnéptelenedett vidékre szlovák és német telepeseket hozott gr. Eszterházy József, s ide hívta a kamalduli szerzeteseket is. Ez a már akkor hét évszázados múlttal rendelkező, itáliai eredetű szerzetesrend a 17. század végén jelent meg Magyarországon. Fogadalmaik között különlegesnek számított a „némaság”. Beszélniük (a perjel engedélyével) évente két alkalommal volt szabad, 3-3 napig. Napjaikat elmélkedéssel, kertjeik művelésével, a műhelyekben való munkálkodással töltötték. Külön-külön cellákban laktak.

### Az alapítás
A Bécs melletti kahlenbergi kamalduli remeteségnek élén magyar ember, Radossányi László állt 1731-ben. Kéry Ádám Somló várát, egy hozzá tartozó birtokot meg pénzt ajánlott, hogy ott építsék föl rendházukat. Az adomány azonban a vállalkozáshoz nem volt elegendő. Gróf Eszterházy ajánlata: Majkpuszta az ottani rommal, Oroszlánkő és Gesztes várának kőanyaga, további építőanyagok és munkások – együttesen jobb ajánlatnak tűnt, ezért Radossányi ezt fogadta el (1733). Az itáliai anyakolostor mintájára épült föl a remetetelep, Franz Anton Pilgram bécsi építész tervei szerint. Ő vezette a munkálatokat 1734–1761 között. Halála után Eszterházy jeles építésze, Fellner Jakab is dolgozott a munkálatok befejező szakaszában. A templom építése 1770-ben fejeződött be (többszöri leállás után). 1771-re elkészült minden épület.

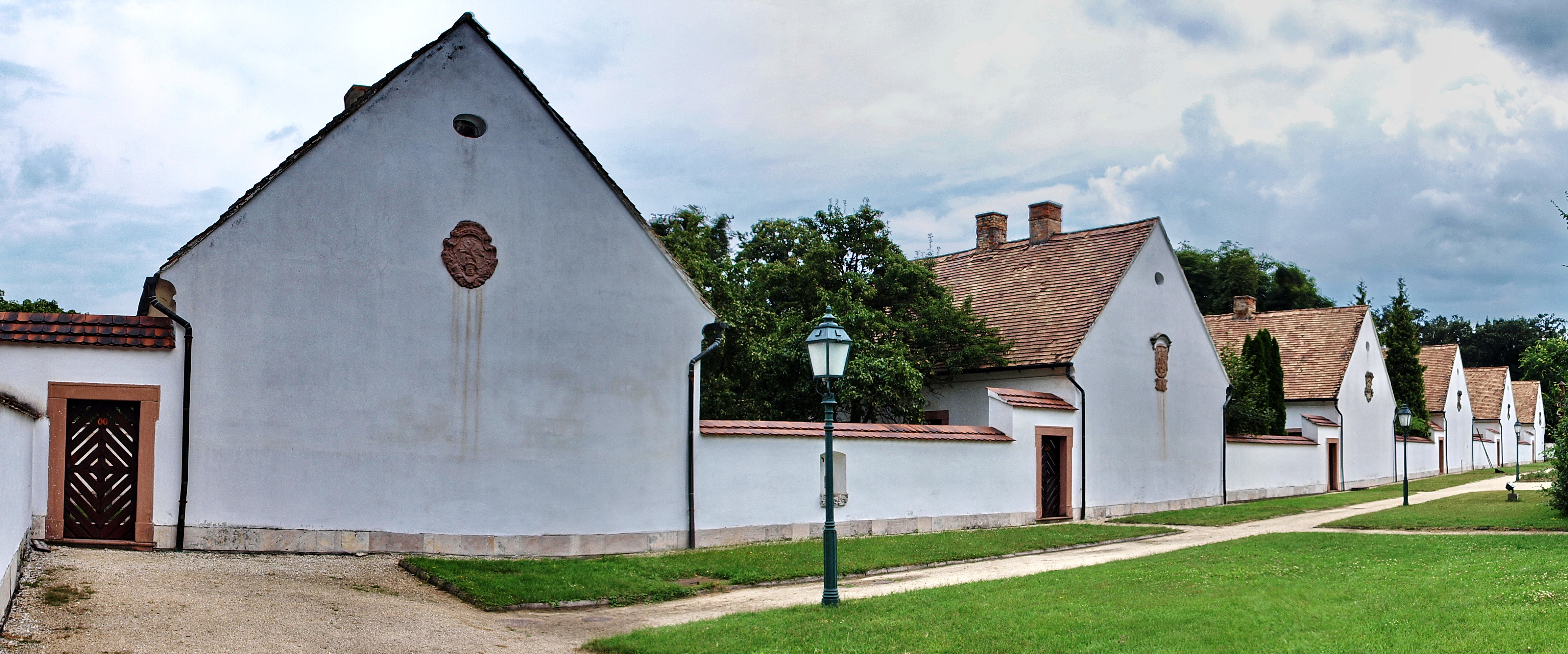
A majki remeteházak

### A kolostor további története napjainkig
A 17 remetelakot az egyes cellaházak költségeit álló főúri családok (Eszterházy, Erdődy, Gyulay, Cziráky stb.) címerei díszítik. Minden házban volt dolgozószoba, hálószoba, kápolna és kamra.
Alig egy évtized telt el, s II. József császár föloszlatta a rendet. A templomot megfosztották fölszentelt jellegétől, majd két tornya kivételével le is bontották. Az ingóságok árverésre kerültek, vagy széthordták őket a környező települések lakói. A puszta kincstári tulajdon lett.
1806-ban gr. Eszterházy Károly megvette Majkpusztát, és ettől kezdve bérlők gazdálkodtak rajta. A főépületet kastéllyá alakították át (1860), s az Esterházy család 1945-ig birtokolta. A családból utoljára sz említrtt gr. Eszterházy Móricné lakott Majkon (1973-ig).
Az épületeket lakásként hasznosították. 1961/62-ben került sor az első épület-felújításokra, majd az 1970/80-as évektől indultak meg a nagyobb munkálatok.
A főkaputól balra lévő sorban a 6. cella ma múzeum, oromzatán a Baranyiak címere látható. Úgy rendezték be, ahogyan valaha a remetelakok kinézhettek. A remeteházak ma üdülőként szolgálnak. Az udvaron nyaranta koncerteket rendeznek. A templom órája Esterházy Pál Harmonia coelestis címmel komponált zenedarabjait játssza.

### A kastély és a remeteség felújítása a Nemzeti Kastélyprogram keretén belül
Az épületegyüttes „A majki kamalduli remeteség turisztikai célú fejlesztése II.” ütem című projekt (GINOP-7.1.1.-15-2015-00002) keretében 1,5 milliárd forint európai uniós forrásból újul meg, amely
1 299 268 278 forintos hazai támogatással egészül ki.
A remeteség infrastrukturális fejlesztésének elemei:
- A projekt keretében teljes körűen restaurálásra és helyreállításra kerül hét cellaház az új funkcióknak megfelelően.
- További cellaházak esetében tetőszerkezeti és homlokzati felújítás történik.
- Megújulnak az épületekhez tartozó cellakertek is.
- A megmaradt templomtorony teljes körű restaurálása, helyreállítása, továbbá a hozzá kapcsolódó templomrom virtuális megelevenítése és bejárhatóvá tétele,
- Az ásatások során nemrég feltárt kripta bemutatása, látogathatóvá tétele.
- A grottakápolna felújítása, restaurálása
- A jégverem helyreállítása és bővítése egy új kiszolgáló épülettel
- Az új kerítés mellett egy pajta kerül elhelyezésre
- Az új kerítés mellett kerül elhelyezésre a fából készülő komposztáló is.
- Új fogadóépület és fogadótér építése a tó partján.
- Parkoló és gyalogos járdák kialakítása.
- A felújítás kiterjed az egykor gazdálkodásra is használt teraszos mértani kert rekonstrukciójára, épített elemeinek teljes körű helyreállítására, és a tájképi kert megújítására is.
- A vendégek fogadását az akadálymentes parkoló kialakítása segíti majd

További megvalósuló fejlesztések:
„A kert gyümölcsei és a lélek virágai” című, több egységet magában foglaló kiállítás a majki kamalduli remeteség fogadó épületében, a cellaházakban, a templomból fennmaradt torony egyes szintjein és a korábbi templomhajó alatti kriptában, a grottakápolnában, a geometrikus barokk kertben és a 19. századi angol kertben kalauzolja végig a látogatót.
Az egyes cellaházakban egyrészt különböző enteriőr terek (kápolna, lakószoba, műhely, fáskamra) kapnak helyet, másrészt olyan cellaház is felújításra kerül, amelyben a látogató a kiállításokhoz kapcsolódó többletinformációkat is megkapja audiovizuális eszközök segítségével, mint például a remeteség felépítését bemutató interaktív térkép, vagy gyógyfőzetkeverő játék.
A látványmanufaktúra, kézműves és múzeumpedagógiai cellaházakban pedig olyan tárgyak is elhelyezésre kerülnek, amelyek megfoghatóak, kipróbálhatóak, és amelyeknek eredetijét a látogatók a kiállítás során az enteriőr cellaházakban már láthatták.
Korabeli tevékenységek megidézésével a remeteség gazdálkodása és a szerzetesek mindennapi tevékenységei egyaránt megismerhetővé és kézzelfoghatóvá válnak. Ilyen például a szappanfőzés, lúdtollal írás, konyhai növények és gyógynövények felhasználása és rózsafüzér készítés.
A látogató a cellaházak történeti hátterét virtuális valóságra épített alkalmazás segítségével a cellaházak között sétálva jobban megismerheti, betekintve ilyen módon egy-egy szerzetesi házba.
A felújított templomtorony, amely a remeteközösség lelki központja volt, a felújítás után szintén látogatható lesz. Kiállítótérként, valamint kilátópontként is funkcionál majd.
A templom műemléki felújításával összefüggésben feltárandó kriptában az elhelyezett installációk és egy egyedülálló holoscreen kisfilm segítségével ismerheti meg a látogató a barokk lelkiség halállal kapcsolatos gondolatait.
A parkban kerti meditációs tér kerül kialakításra, de helyet kap benne egy pajta is állatokkal, és egy ökopont is létesül.
A konventépület, a benne található kiállítások (refektórium, díszterem, káptalanterem, kápolna, a kamalduli rend Hallgatás ereje című általános és magyarországi történetét bemutató kiállítása), a kávézó, valamint a szerzetesi életet bemutató cellaház a felújítás ideje alatt is zavartalanul látogatható, várja a vendégeket. A nyitvatartási idő, a tárlatvezetés változatlan, további részletek a Majk.hu weboldalon tekinthetők meg.